# Mattel Interactive
Mattel Interactive (känd som Mattel Media till 1999) var ett mjukvaru- och datorspelsförlag.